# Actinia tenebrosa
Actinia tenebrosa är en havsanemonart som beskrevs av John Keith Marshall Lang Farquhar 1898. Actinia tenebrosa ingår i släktet Actinia och familjen Actiniidae. Inga underarter finns listade i Catalogue of Life.

## Bildgalleri

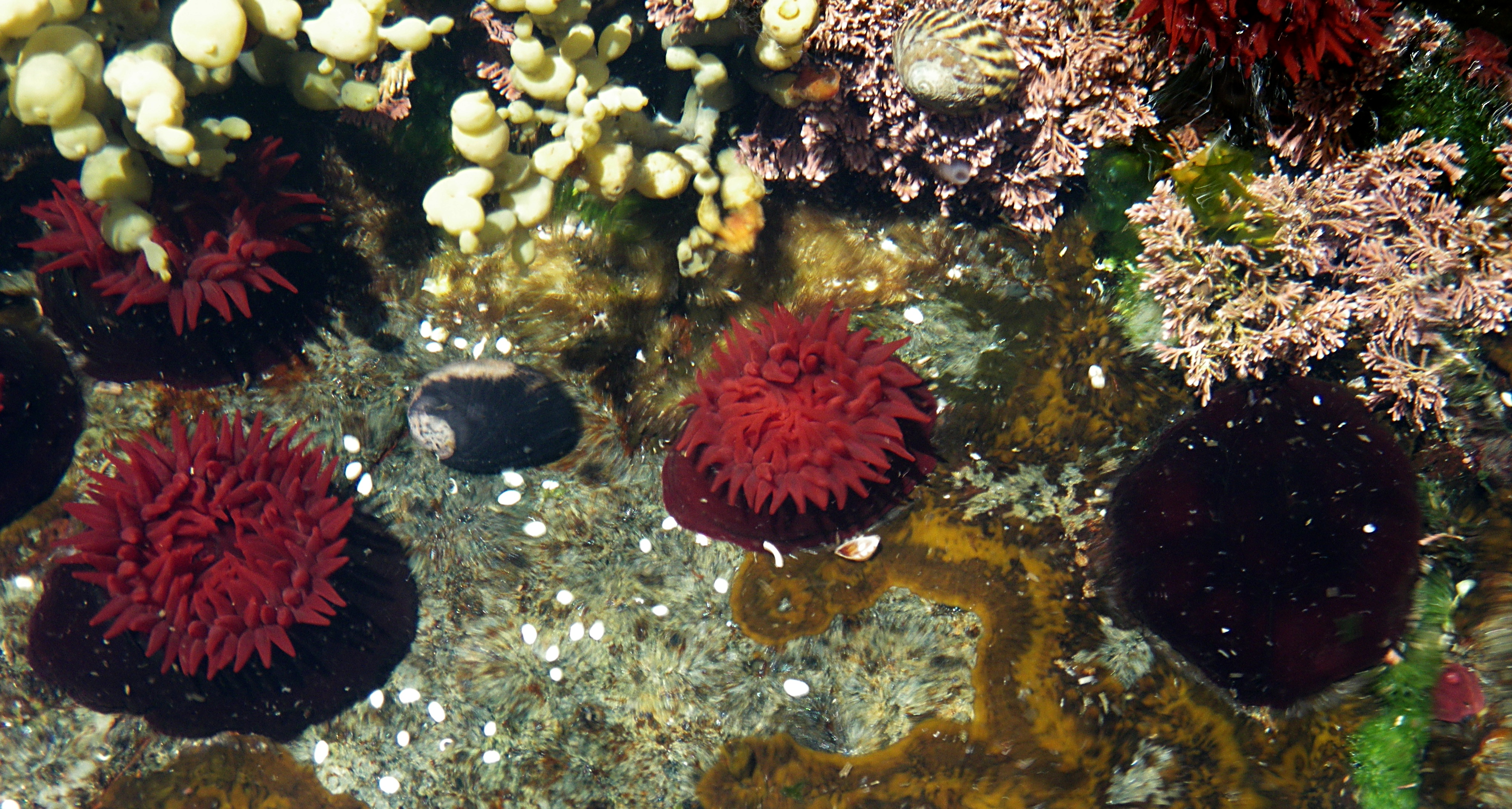
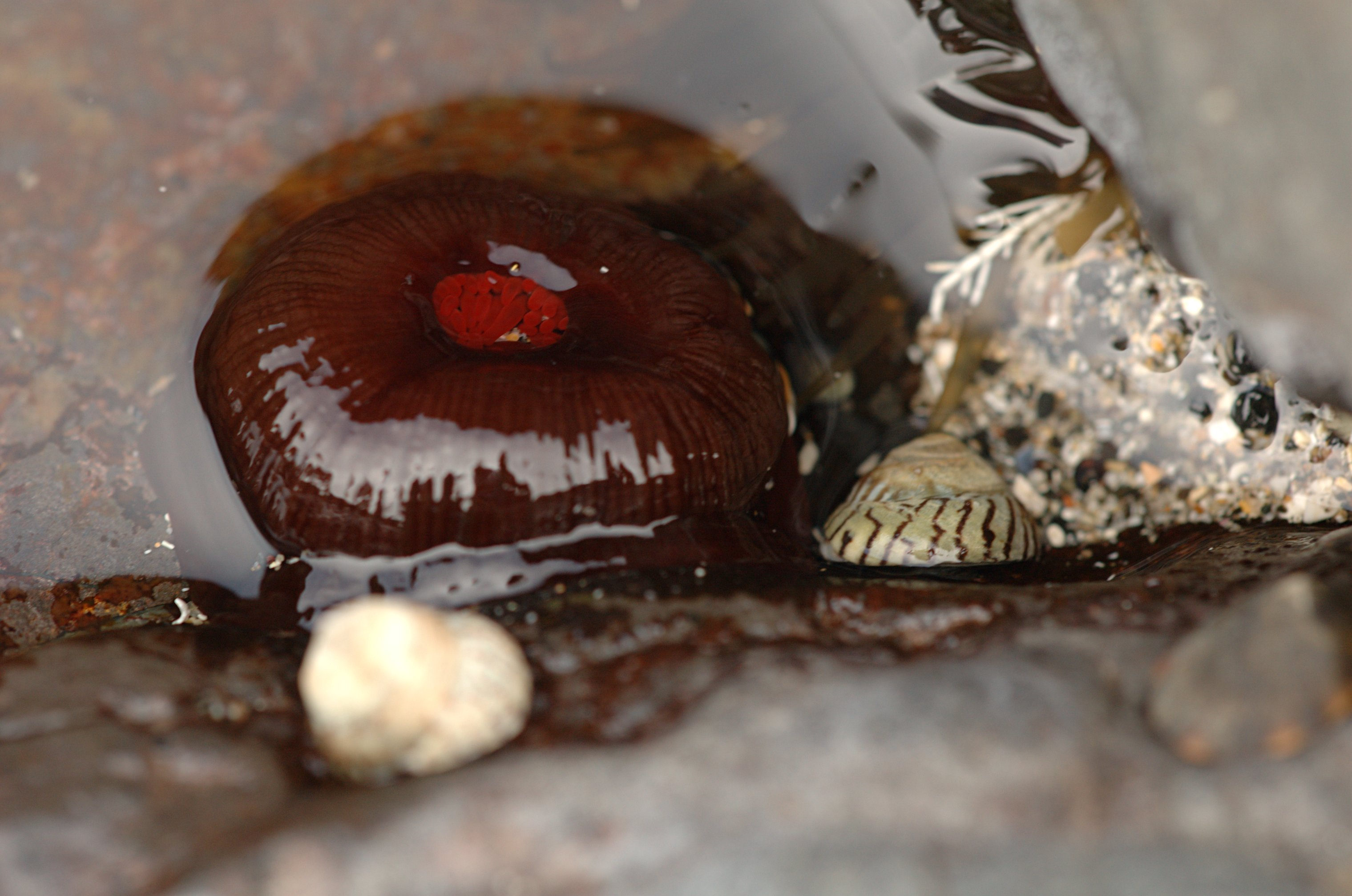
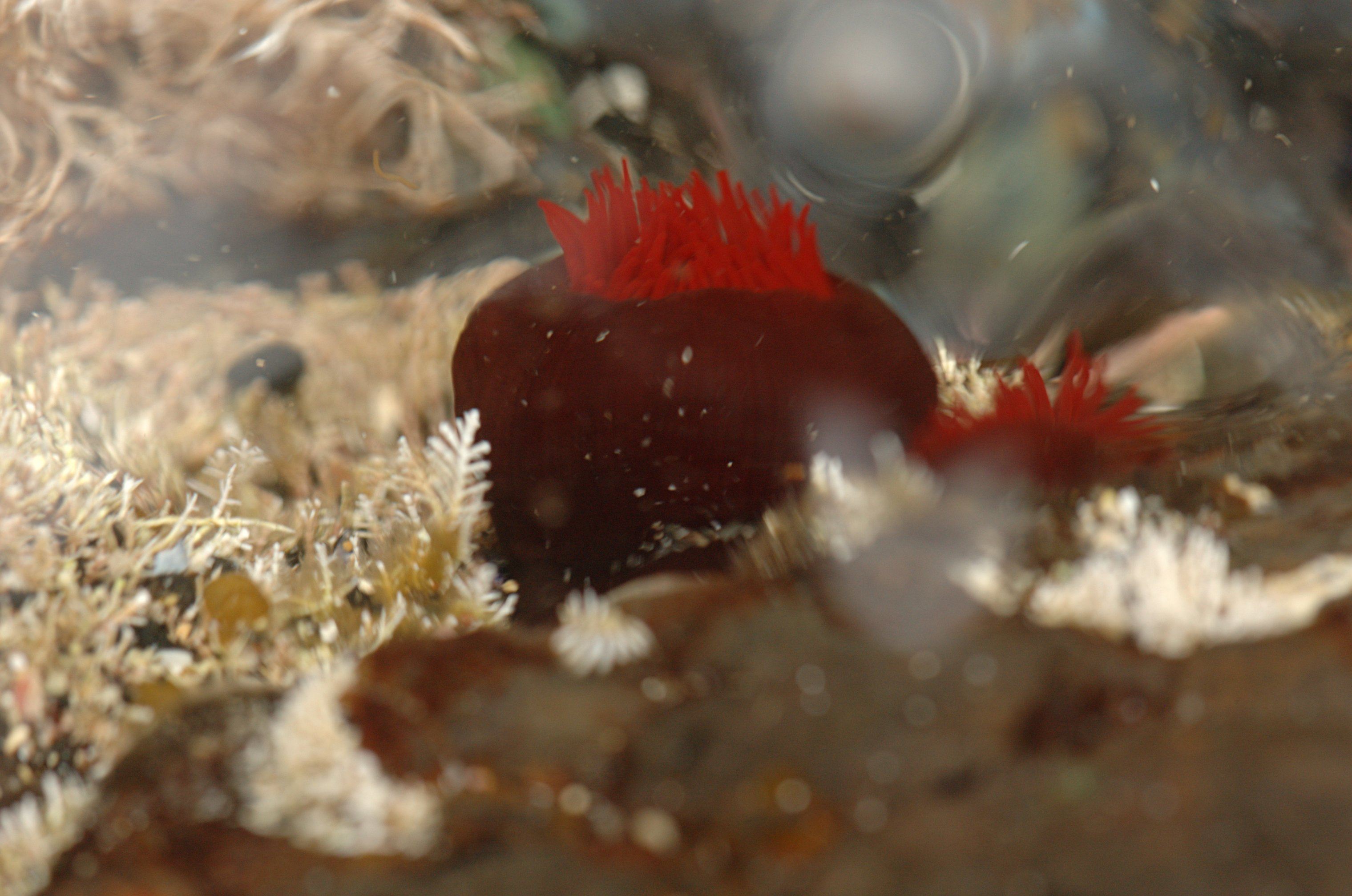
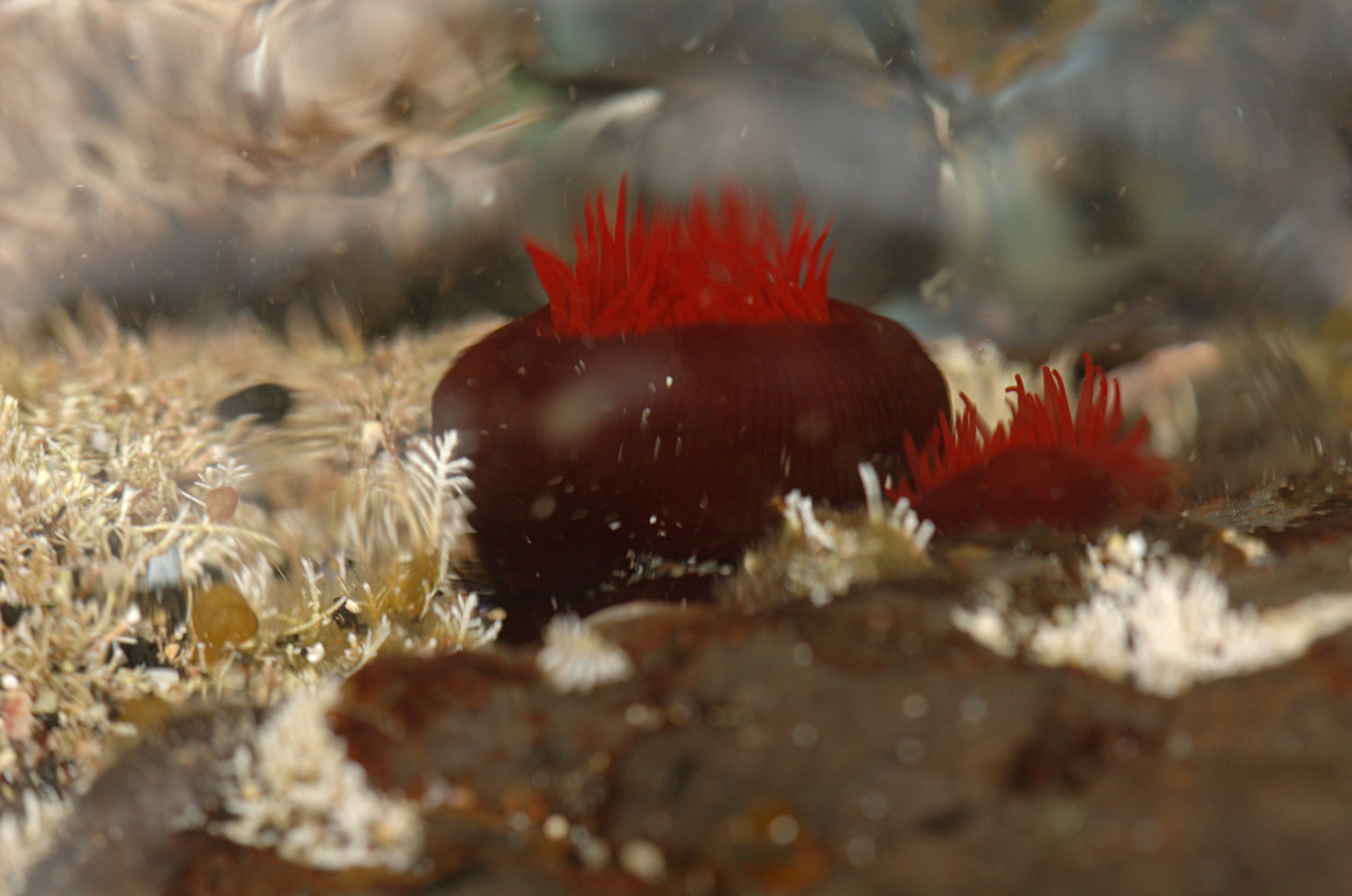
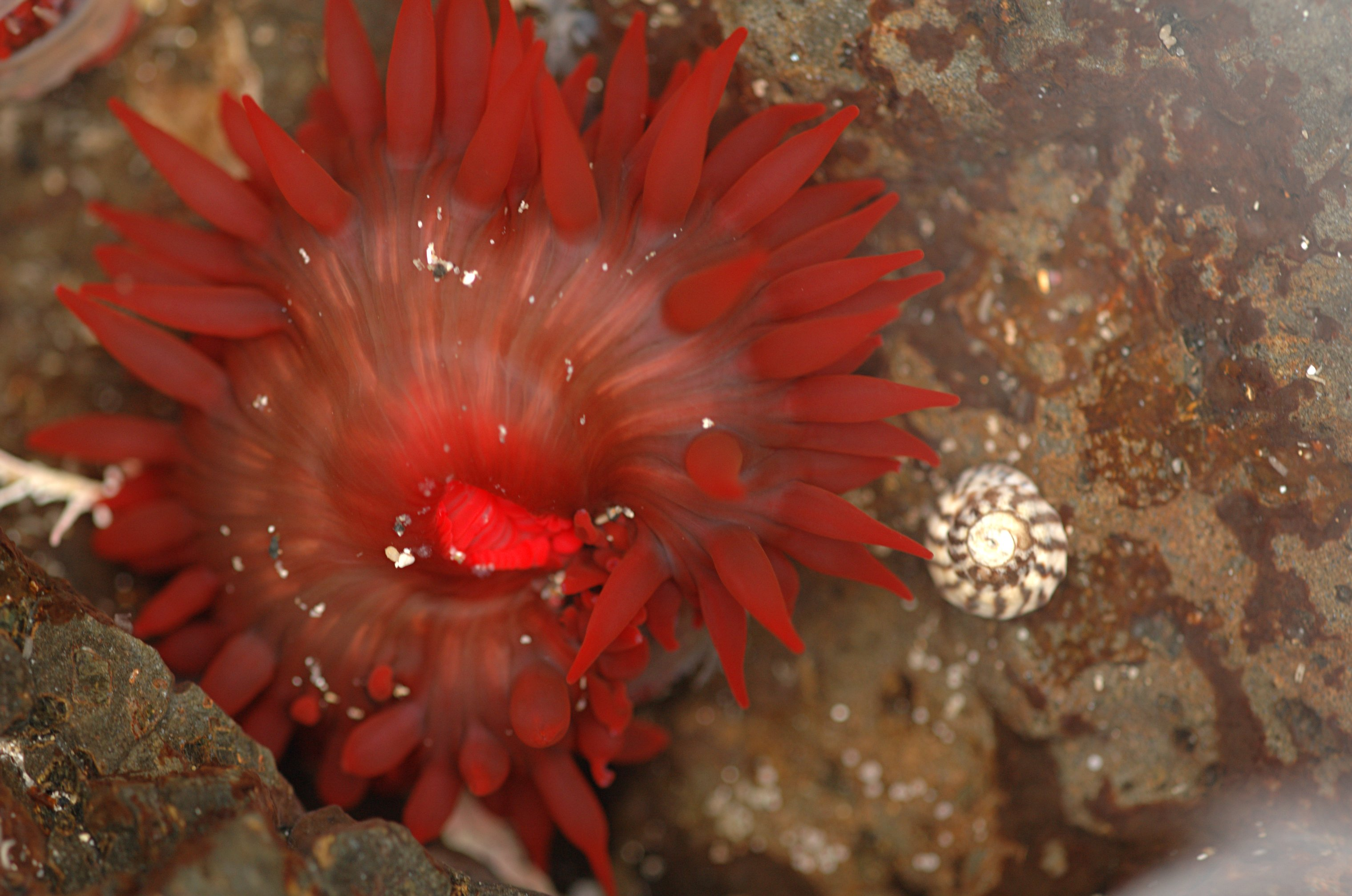
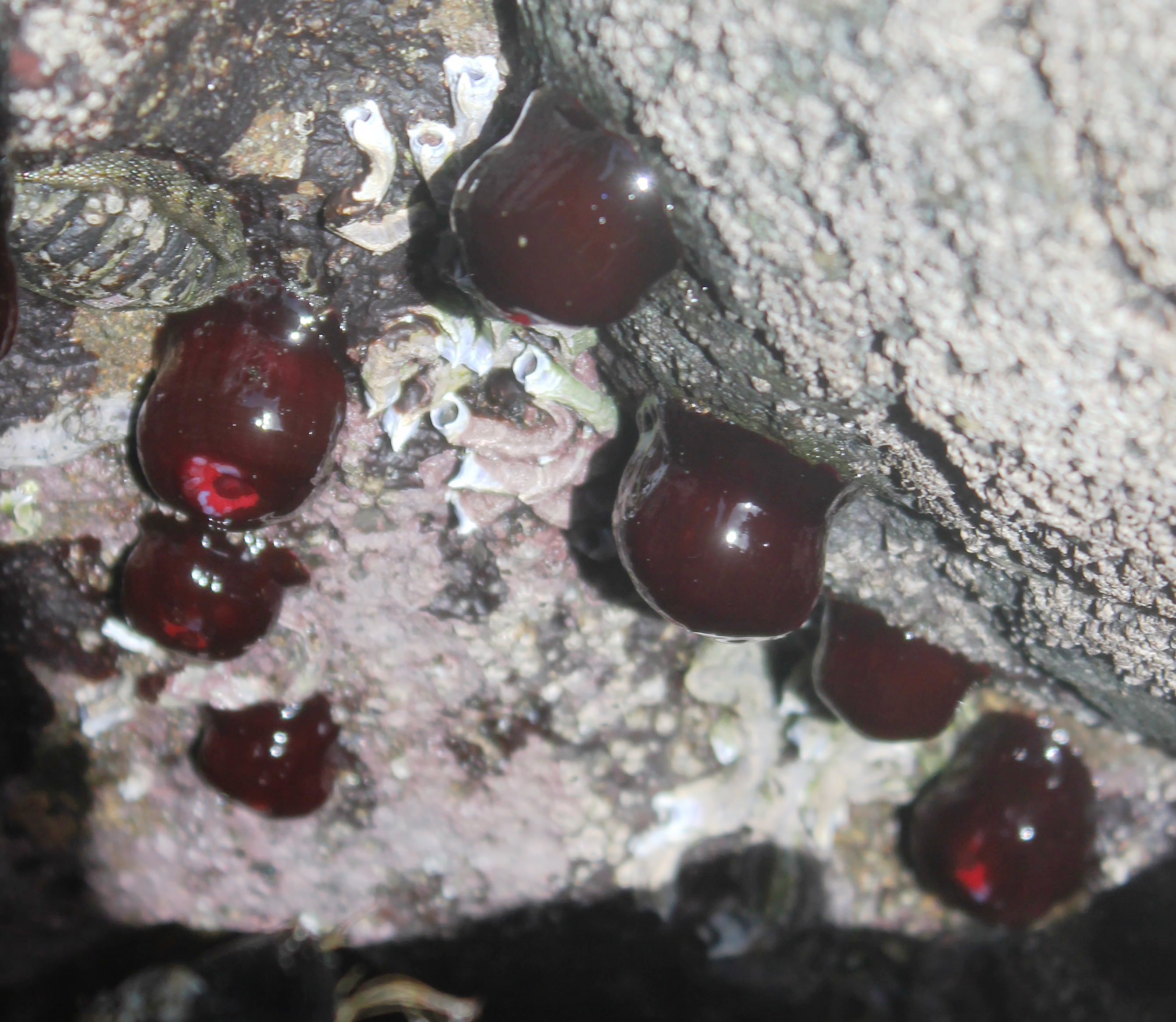
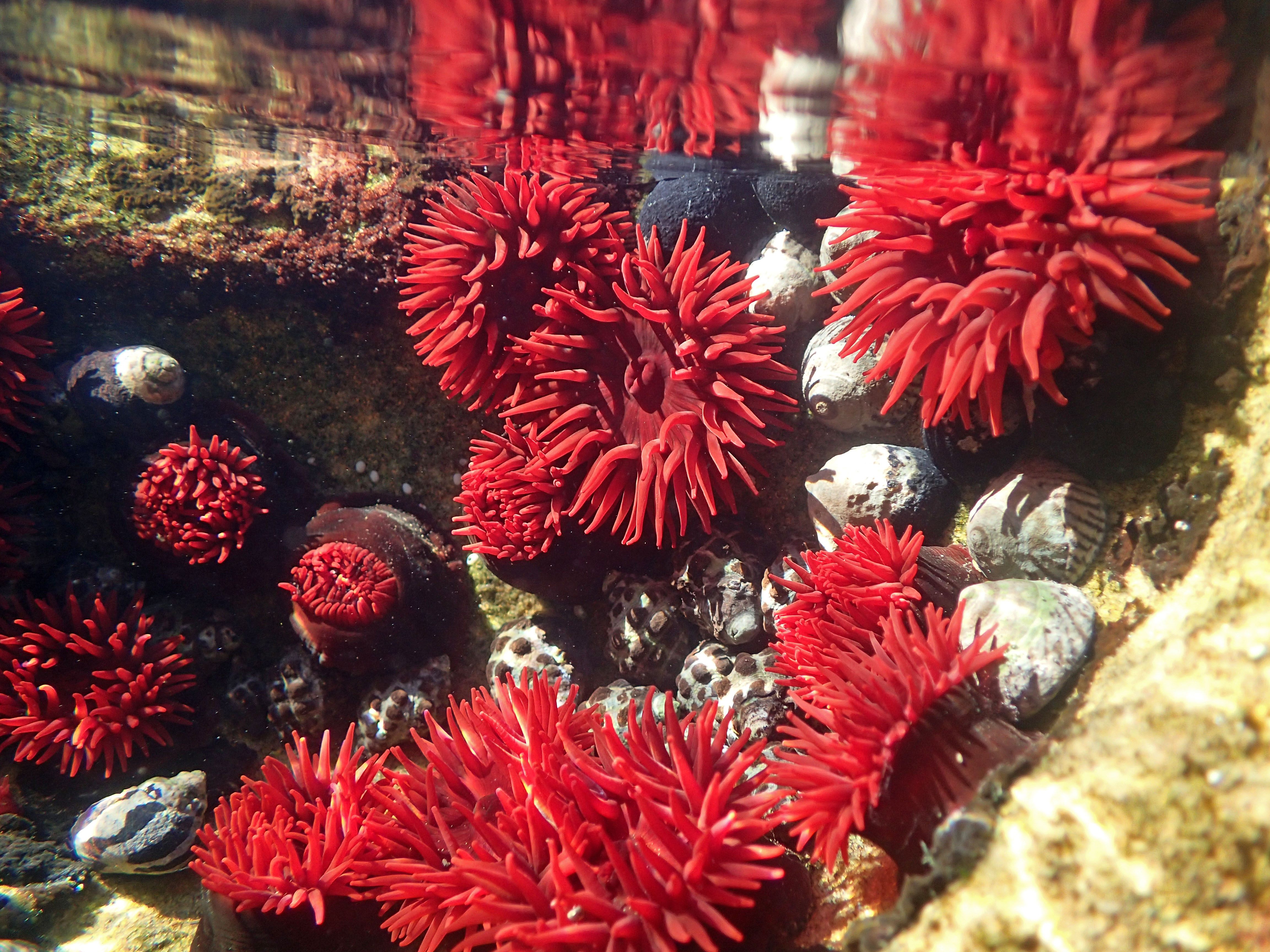